# Apurímac (département)
Pour les articles homonymes, voir Apurimac.
Le département d'Apurímac (Departamento de Apurímac en espagnol) est l'un des 24 départements du Pérou. Sa capitale est la ville d'Abancay.

## Géographie

### Situation
Le département couvre une superficie de 20 895,79 km2. Les frontières de ce département sont formées par des cours d'eau. Il est limité au nord-est par le département de Cuzco, au sud par le département d'Arequipa et au nord-ouest par le département d'Ayacucho.

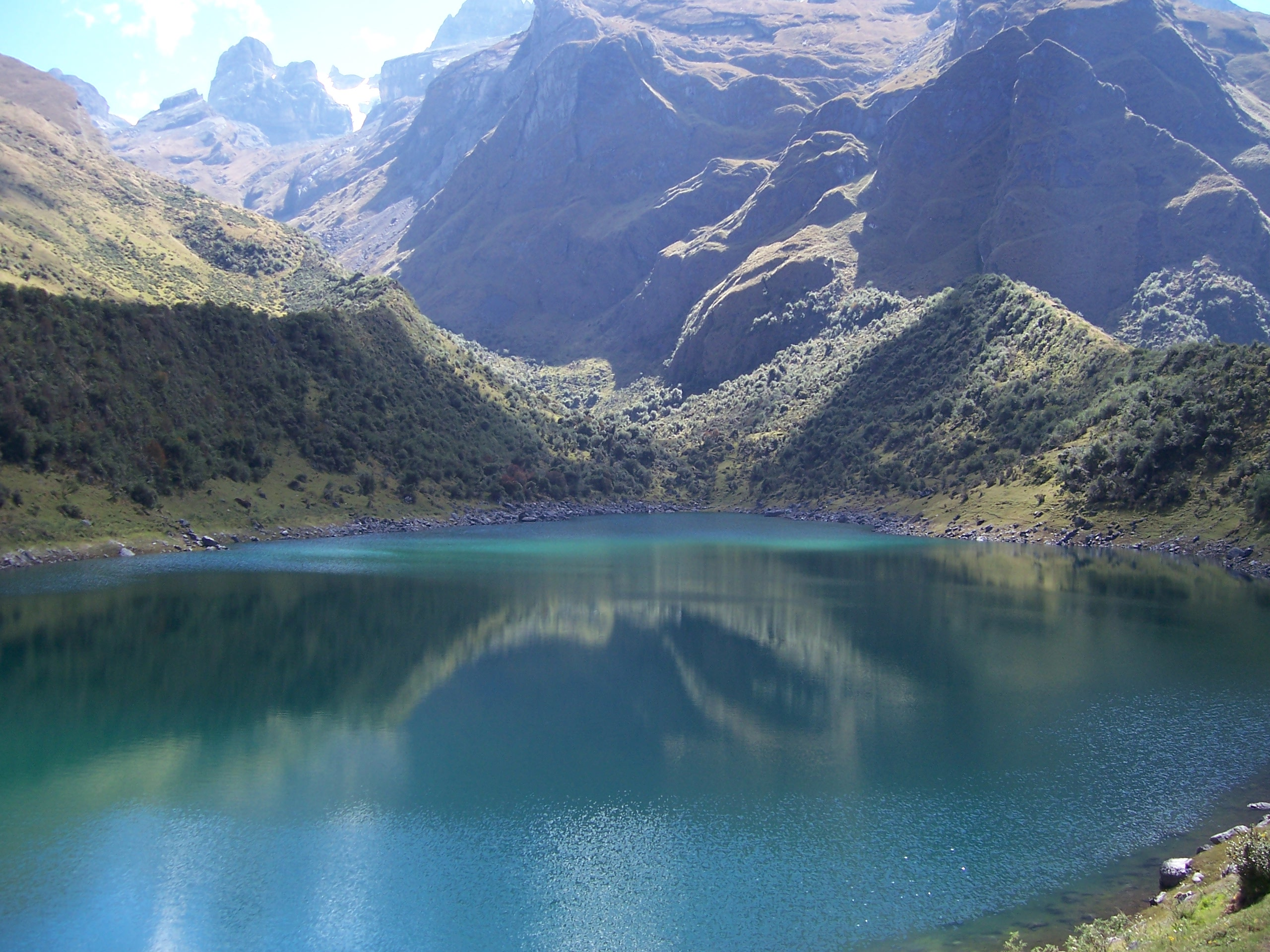
Le lac Usphaqucha avec le volcan Ampay en arrière-plan

### Hydrologie
Ce département, dominée par les fleuves, accumule tous les types de paysages : plaines, abîmes, vallées, etc. La rivière Apurimac et son cañon, constitue la frontière naturelle avec le département de Cuzco, jusqu'à sa confluence avec le Río Pampas au nord et la frontière naturelle avec le département d'Ayacucho. La capitale, Abancay, est arrosée par la rivière Pachachaca. Andahuaylas, l'autre ville d'importance, est située sur les rives du Río Chumbao. La confluence de ces cours d'eau avec la rivière Ucayali forme l'Amazone.
Dans les parties les plus hautes se trouvent des plaines froides et venteuses, appelées Puna. Elles font partie des régions les plus arides du pays.

## Histoire
Les Chancas, dont l'origine est inconnue, ont laissé de nombreuses traces dans la région. Ils furent en guerre constante contre les Incas. Ils étaient divisés en deux groupes, base de la hiérarchie sociale, similaire à celle des Incas. Les Chancas furent vaincus par Pachacutec. Après les batailles indigènes, cette région fut le centre d'une guerre entre les conquistadors Almagro et Pizarro, qui se disputèrent son or. Plus tard, Simón Bolívar y implanta son quartier général avant la bataille d'Ayacucho, décisive pour l'indépendance du pays, qui s'y déroula en 1824. La région d'Apurimac fut créée le 28 avril 1873.

## Divisions administratives
Le département d'Apurímac est divisé en 7 provinces :
| Province    | Chef-lieu      | Districts | Carte des provinces |
| ----------- | -------------- | --------- | ------------------- |
| Abancay     | Abancay        | 9         |                     |
| Andahuaylas | Andahuaylas    | 20        |                     |
| Antabamba   | Antabamba      | 7         |                     |
| Aymaraes    | Chalhuanca     | 7         |                     |
| Chincheros  | Chincheros     | 8         |                     |
| Cotabambas  | Tambobamba     | 6         |                     |
| Grau        | Chuquibambilla | 14        |                     |

## Économie
Le terrain accidenté ne laisse que peu de place à l'agriculture. On y cultive des arbres fruitiers, le maïs, la pomme de terre, le blé, l'orge, le quinoa. À Curahuasi, la culture principale est l'anis, qui est d'ailleurs considéré comme l'un des meilleurs du monde. L'élevage souffre du manque de pâturage. La pisciculture est en voie de développement. On y trouve aussi des mines de cuivre et de fer. On peut noter la présence de centrales hydroélectriques.

## Personnalités
- Chabuca Granda (1920-1983), considérée comme la plus grande chanteuse péruvienne,
- Micaela Bastidas, l'épouse de Túpac Amaru II.

## Tourisme

### Sites remarquables
- La pierre de Sayhuite est un énorme bloc de granite, de 2,30 m de hauteur et 11,0 m de circonférence. Son origine est inconnue. Elle représente la philosophie indigène concernant l'eau et la terre. Sur ce bloc sont taillées plus de 200 représentations de particularités géophysiques, comme les montagnes, fleuves, réservoirs et canaux, mais également des représentations d'animaux, principalement des pumas ou des singes. Les plus significatifs sont les couples anthropomorphes, placés aux sources des fleuves et lacs tenant à la main des jarres.
- Le Sanctuaire national d'Ampay. Créé en 1987, il porte le nom de la montagne qui surplombe la ville d'Abancay. D'une superficie de 3 600 ha, il présente diverses variétés de plantes et d'animaux disparus ailleurs, comme le pin péruvien (Padacarpus glomeratus). Il s'y trouve également deux lacs du même nom.
- le Cañon d'Apurimac

### Artisanat
L'activité textile est le principal artisanat de cette région.

### Plats typiques
- Huatia : pommes de terre cuites dans un four de pierres.
- Japhi : mélange de fromage, pois et petits pois, agrémenté de laitue.
- Les desserts sont faits à base de calebasses.

### Folklore
Malgré les différentes occupations, les traditions centenaires, telles que Yawar Fiesta, la bataille du condor contre le taureau, sont très vivaces.
La richesse folklorique de cette région se trouve concentrée dans les carnavals de Abancay et Andahuaylas, car rassemblant toutes les danses et musiques de la région.